# Residuum (numerische Mathematik)
Als Residuum  bezeichnet man in der numerischen Mathematik die Abweichung vom gewünschten Ergebnis, welche entsteht, wenn in eine Gleichung Näherungslösungen eingesetzt werden. Angenommen, es sei eine Funktion {\displaystyle f} gegeben und man möchte ein {\displaystyle x} finden, so dass
{\displaystyle f(x)=b.}
Mit einer Näherung {\displaystyle {\tilde {x}}} an {\displaystyle x} ist das Residuum {\displaystyle r}
{\displaystyle r=f(x)-f({\tilde {x}})=b-f({\tilde {x}}).}
Der Fehler {\displaystyle e} zur Lösung hingegen ist
{\displaystyle e=x-{\tilde {x}}.}
Der Fehler ist in der Regel unbekannt, da {\displaystyle x} unbekannt ist, weswegen dieser als Abbruchkriterium in einem numerischen Verfahren nicht benutzbar ist. Das Residuum hingegen hängt nur von {\displaystyle {\tilde {x}}} ab.
Wenn das Residuum klein ist, folgt in vielen Fällen, dass der Fehler auch klein ist, also die Näherung nahe bei der Lösung liegt, das heißt der relative Fehler ist
{\displaystyle {\frac {\|x-{\tilde {x}}\|}{\|x\|}}\ll 1.~}
In diesen Fällen wird die zu lösende Gleichung als gut gestellt angesehen und das Residuum kann als Maß der Abweichung der Näherung von der exakten Lösung betrachtet werden.
Bei linearen Gleichungssystemen, also {\displaystyle f(x)=Ax}, können sich die Norm des relativen Fehlers und die Norm des relativen Residuums um den Faktor der Kondition {\displaystyle \kappa } unterscheiden:
{\displaystyle {\frac {\|x-{\tilde {x}}\|}{\|x\|}}\leq \kappa (A){\frac {\|Ax-A{\tilde {x}}\|}{\|Ax\|}}=\kappa (A){\frac {\|b-A{\tilde {x}}\|}{\|b\|}}.~}

## Residuum einer Operatorgleichung
Analog wird der Begriff des Residuums für Differential-, Integral- und Funktionalgleichungen verwendet, bei denen anstelle einer Zahl eine Funktion {\displaystyle u} gesucht ist, die eine Operatorgleichung
{\displaystyle T(u)=g}
für alle Werte {\displaystyle x\in {\mathcal {X}}} erfüllt. Für eine Approximation {\displaystyle {\tilde {u}}} an {\displaystyle u} ist das Residuum die Funktion
{\displaystyle r=T(u)-T({\tilde {u}})=g-T({\tilde {u}}).}
Als Maß für die Güte der Approximation kann dann zum Beispiel das Maximum des Residuums
{\displaystyle \max _{x\in {\mathcal {X}}}\|r(x)\|=\max _{x\in {\mathcal {X}}}\|g(x)-T({\tilde {u}})(x)\|}
oder auch das gemittelte Residuum
{\displaystyle \int _{\mathcal {X}}\|g(x)-T({\tilde {u}})(x)\|^{2}~{\rm {d}}x}
gewählt werden.